# Johnius macrorhynus
Johnius macrorhynus és una espècie de peix de la família dels esciènids i de l'ordre dels perciformes.

## Morfologia
- Els mascles poden assolir 30 cm de longitud total.[4][5]

## Hàbitat
És un peix marí, de clima tropical i bentopelàgic.

## Distribució geogràfica
Es troba des de l'Índia i Sri Lanka fins al Mar de la Xina Meridional, Borneo i la península de Malaca.

## Observacions
És inofensiu per als humans.